# Pueblo ekoi
El pueblo ekoi (también conocido como ejagham, ekpokpa, eafen), es de origen bantú. Si bien conservan identidad de nación sus miembros se vieron divididos entre Nigeria y Camerún debido al reparto colonial primero y la consolidación de los Estados modernos después. En Camerún habitan la región de Mamfé, provincia de Suroeste, en Nigeria a lo largo de Cross River, en el sureste del país. Hablan el idioma ejagham. De este grupo étnico nacieron los pueblos conocidos como nta, nselle, nman, abanyom y akagu. Tienen comunidades mixtas con los pueblo efik con los que una parte de los ekois se integraron en el antiguo Reino de Calabar  y se involucraron en el tráfico transatlántico de esclavos.
Los ekois son conocidos por sus tocados Ekpe y el texto nsibidi con ideogramas nsibidi, los ekois, como otros pueblos de la antigua región de Cross River, todavía los utilizan como parte de la tradición.Sus comunidades están gobernadas por consejos de ancianos y la sociedad se estructuró en grupos de edad. Son un pueblo de agricultores.

## Etnónimo

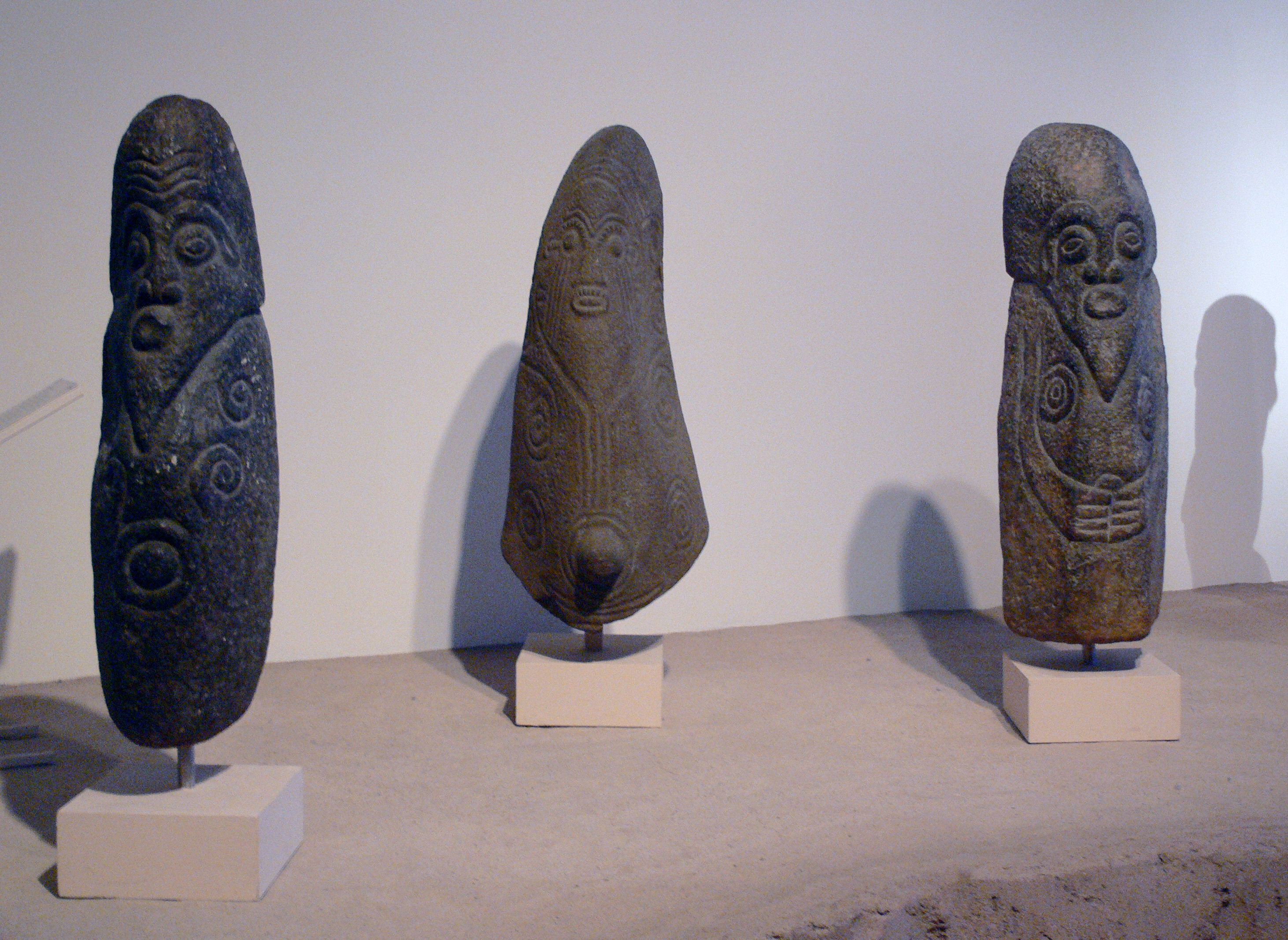
Esculturas antropomórficas antiguas del pueblo ekoi.

Para algunos ekois, el nombre ejagham proviene de Ezza agham, es decir, "Ezza es más capaz [que yo]", que es una referencia y reverencia a Ezza, un dios de la guerra popularmente venerado entre los ekois. Otra interpretación es que la palabra ejagham es una amalgama de tres palabras: ekup, ejag y haam. Pero la versión etimológica mas aceptada es que la palabra ejagham es una referencia al lago Ejagham (o Ijagham, como se ve en registros más antiguos).

## Idioma

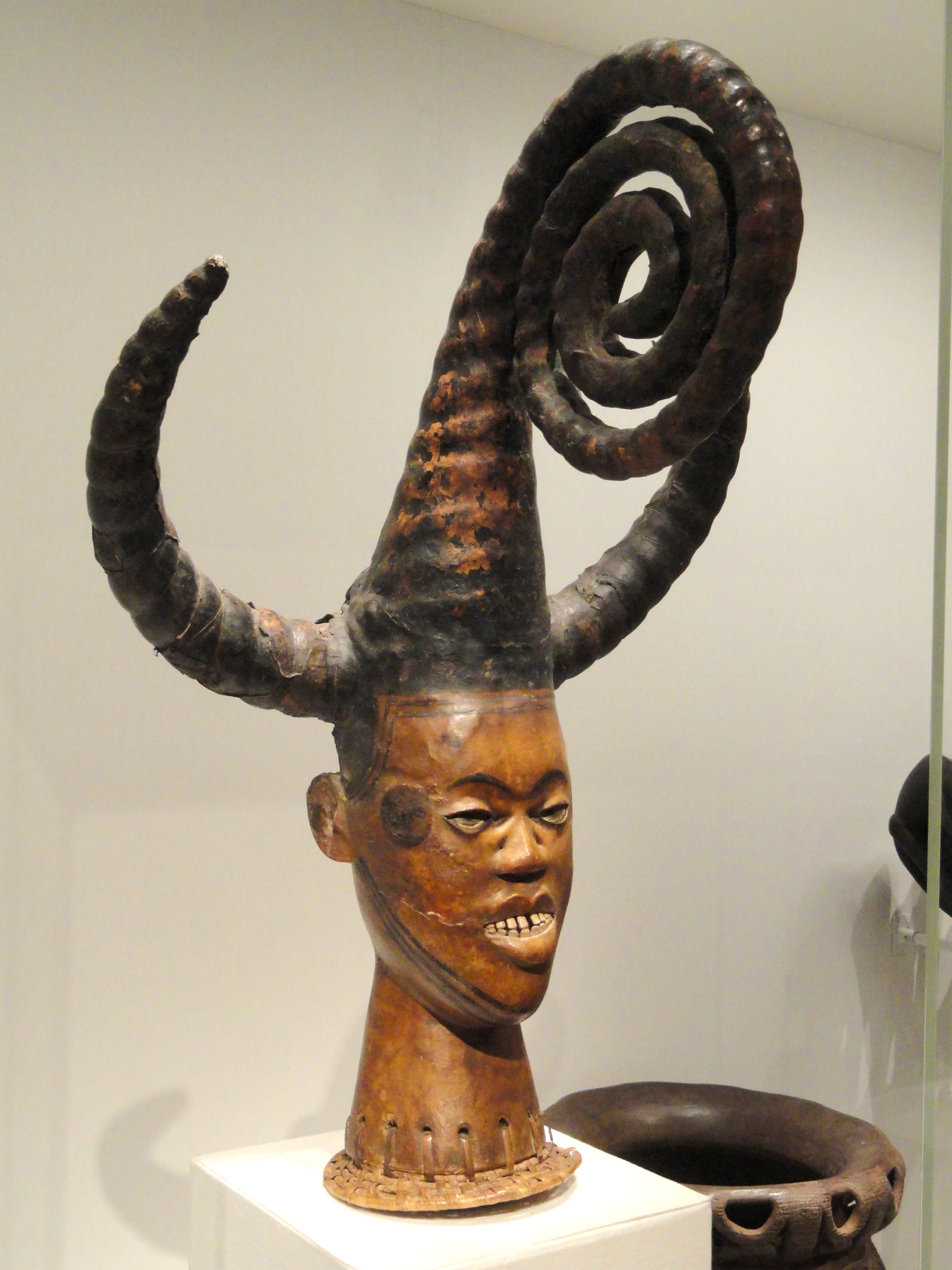
Máscara ceremonial ekoi expuesta en el Museo de Arte de Cleveland, Ohio, Estados Unidos.

El pueblo ekoi de Nigeria habla el idioma ejagham con varios subdialectos. También hablan inglés el idioma oficial del país. El inglés pidgin también es muy popular en entornos informales. Se han realizado esfuerzos, con diversos grados de éxito, para revivir plenamente el nsibi, código de escritura de los ekoi.
Los ejagham de Camerún hablan ejagham con varios subdialectos. Como antiguo territorio bajo mandato británico, esta comunidad habla inglés a diferencia del resto del país que habla francés. Por esta razón, lingüísticamente, los ekoi en Camerún forman parte del Camerún anglófono.

## Territorios

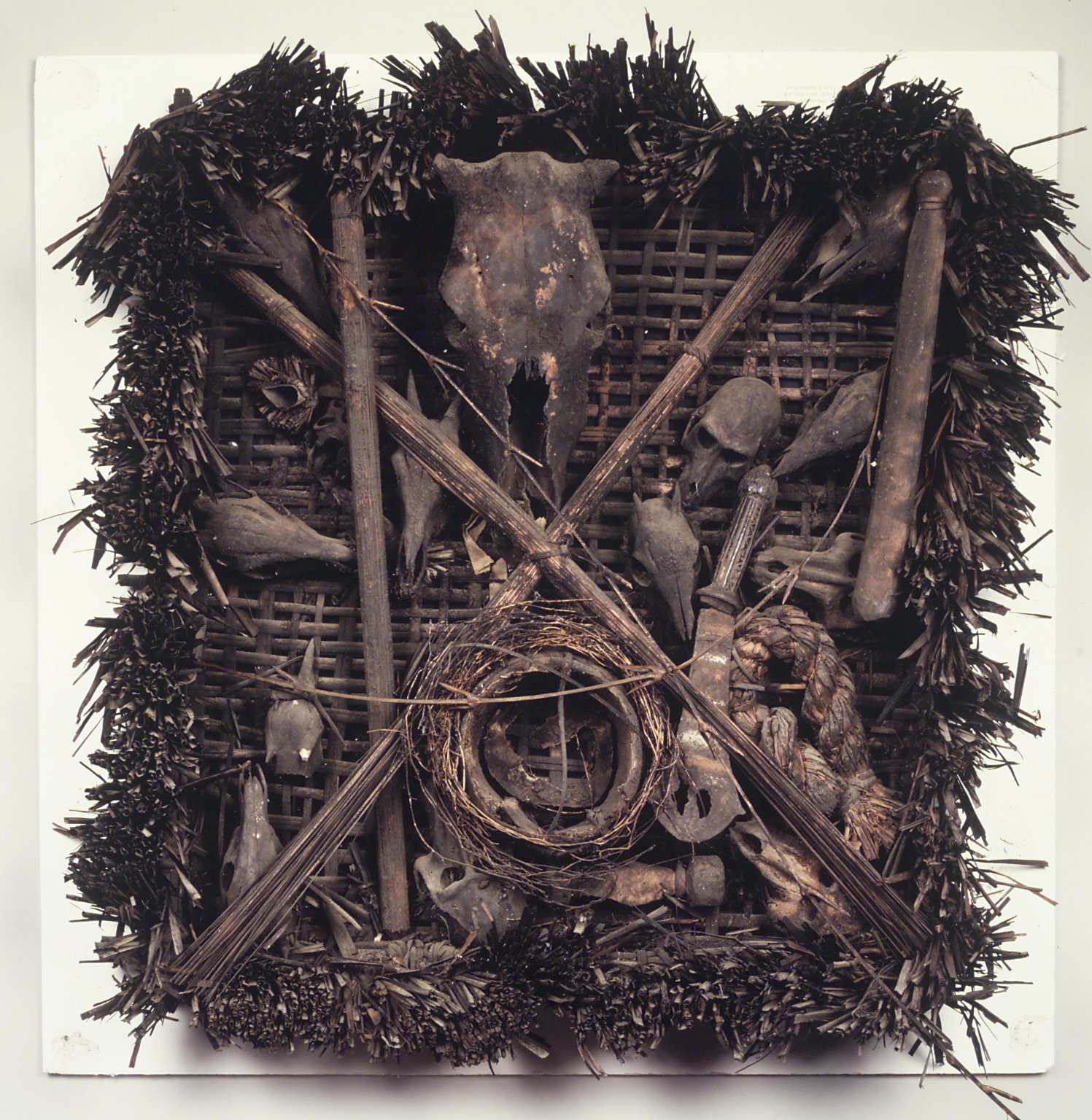
Emblema de la sociedad secreta ekpe (leopardo) de los ekois.

La comunidad de ekoi en Camerún se encuentra en la provincia del Suroeste. Sus comunidades se extienden hasta la frontera sur con Nigeria, es decir, la parte sureste de Nigeria, donde se encuentran los otros pueblos ekois. Su mayor concentración se encuentra en la División Manyu dentro de la Provincia.
En Nigeria, la comunidad ekoi o eghajam occidental se encuentra en el extremo sureste de la frontera con Camerún. Sus comunidades están ubicadas en el Estado de Cross River. Su mayor concentración se encuentra en las áreas de gobierno local de Akamkpa, Etung e Ikom, con una población también en el área de gobierno local de Ogoja.

## Historia

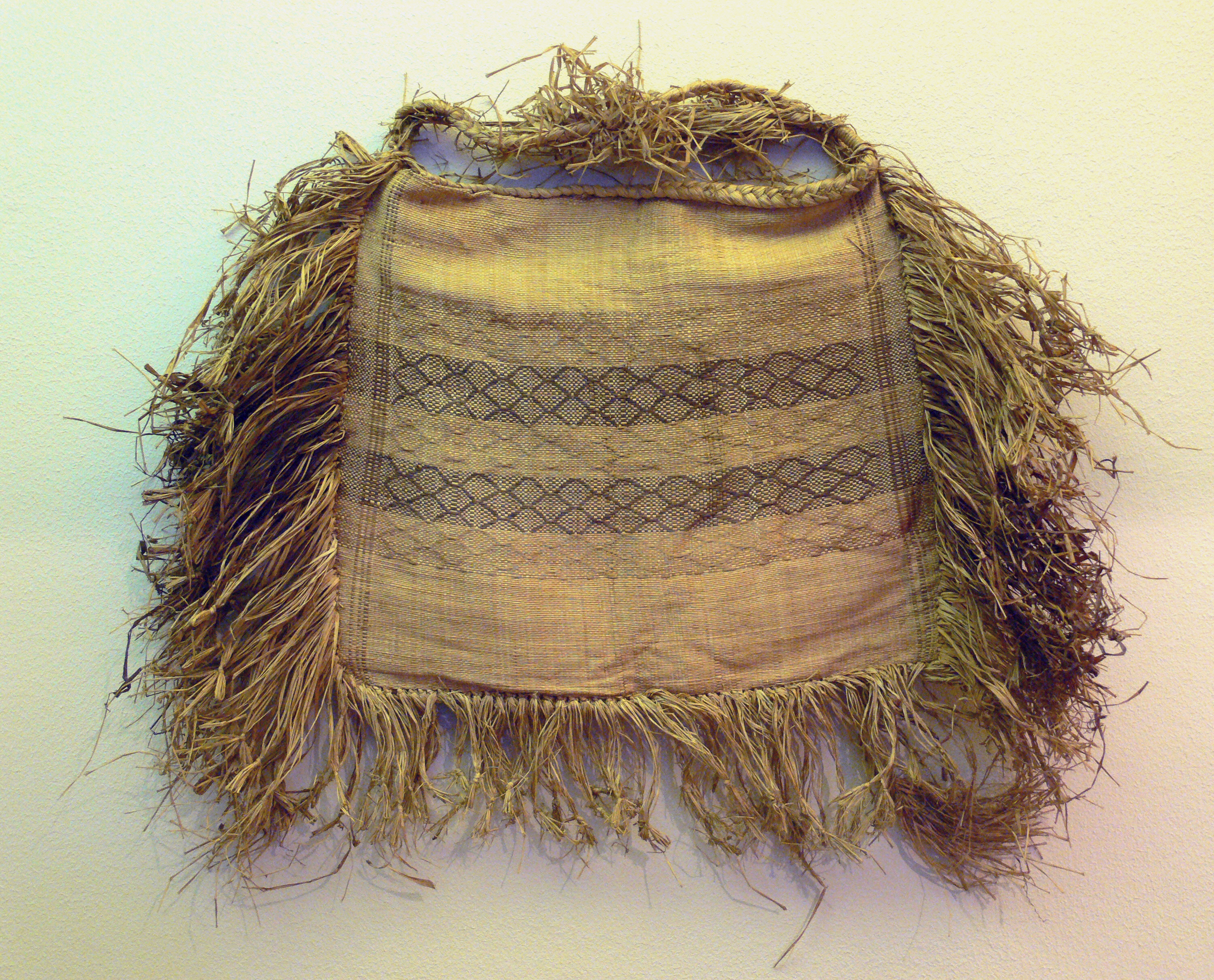
Pieza tradicional textil ekoi

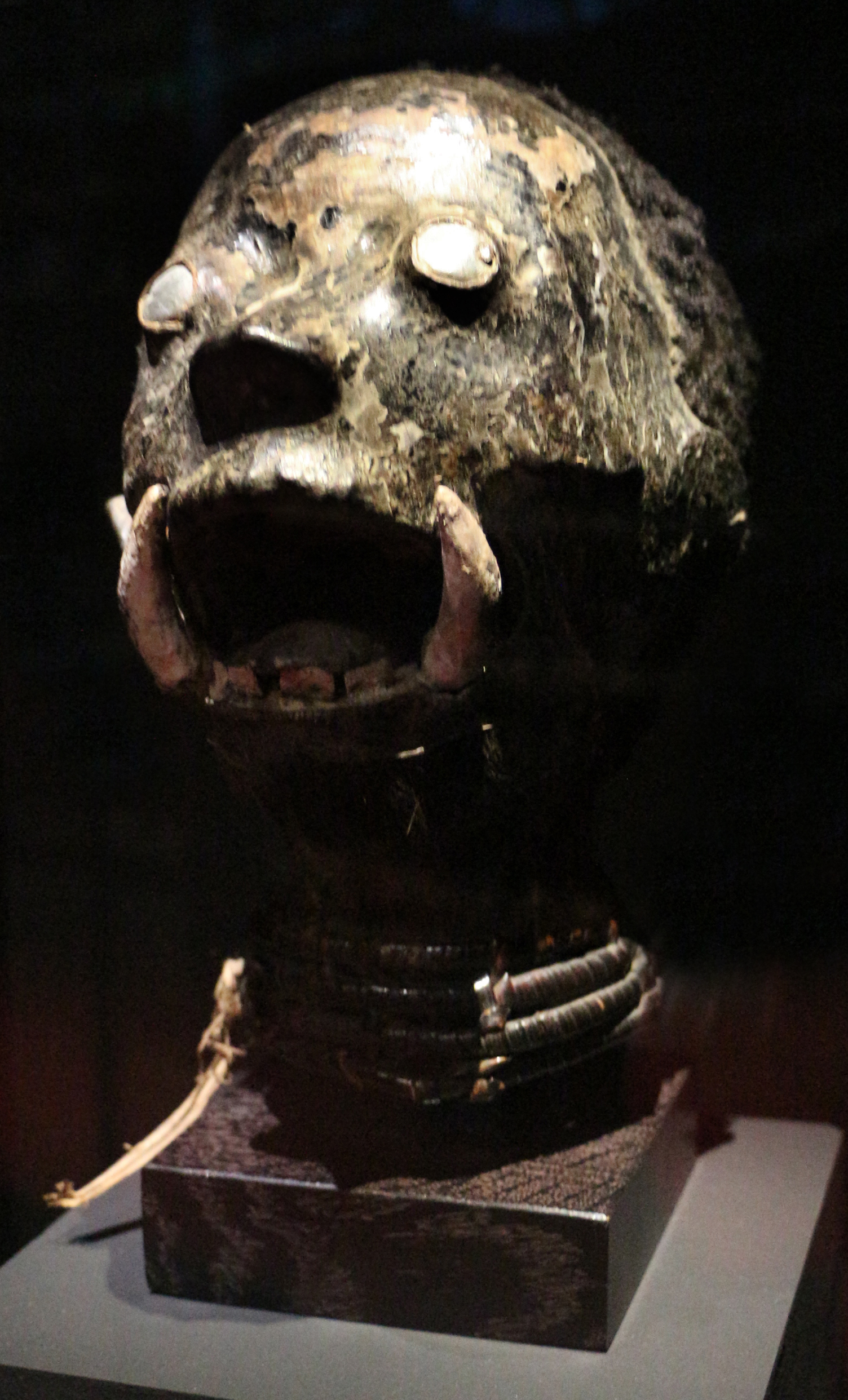
Escultura antropomorfa con cráneo humano, pueblo ekoi.

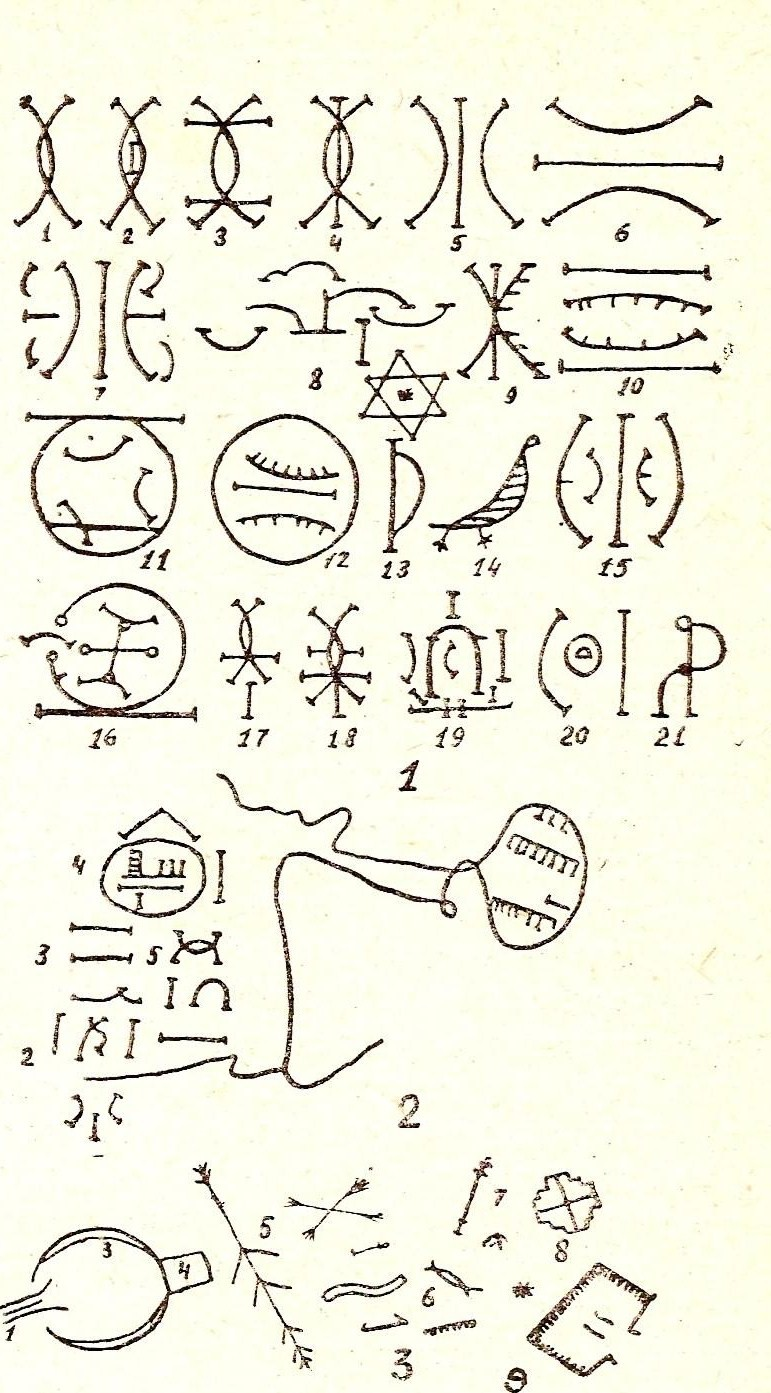
Símbolos pictográficos de la escritura nsibidi.

A pesar de la línea de demarcación internacional, el pueblo ekoi todavía se considera una entidad, de ahí su nombre ekpokpa, que se traduce como "un pueblo unido". Su cultura y tradición siguen siendo en gran medida las mismas a pesar de la frontera internacional entre ellos. Los ekois creen que se originaron en un área alrededor del lago Ejagham que se encuentra en la división Manyu. Sus relatos sobre el origen son variadas y se han transmitido de generación en generación a través de la tradición oral. Varias de ellas mencionan el lago Ejagham, lo que indica su centralidad en su geografía y desarrollo histórico.
En el siglo XVI, debido a conflictos internos, comenzaron a migrar  desde el valle del Níger en grupos principalmente hacia el área que ahora es el Estado de Cross River en Nigeria. Se ha atribuido a la abundancia de minas de sal uno de los factores de atracción para este destino y la elección de nuevos asentamientos.
Las migraciones en búsqueda de minas de sal y tierras baldías, generaron disputas que resultaron en guerras y una mayor fragmentación y migración de grupos. Uno de esos grupos disidentes fue dirigido por el rey Akam Nku, quien estableció una comunidad que se dividió aún más en grupos que ahora son bakor y ofutop, entre otros. Se sabe que el grupo bakor conmemora a estos reyes a través de tallas de piedra que se pueden encontrar hoy en día en sus aldeas.
Durante la era de la colonización europea, los agricultores ekoi comerciaban con otros grupos de Cross River y eran conocidos por ser guerreros feroces y bien adiestrados en tácticas de guerra. También fueron admirados por sus habilidades como artistas, especialmente en la fabricación de máscaras rituales y las esculturas Akwanshi.

## Cultura

### Escritura
El sistema nsibidi de símbolos lo comparten desde el siglo XVIII los pueblos ekoi, igbo e ibibio de la zona de Cross River en la actual Nigeria. Este sistema utilizaba más de mil signos para representar un número considerable de conceptos, así como algunos sonidos.  El nsibidi se utilizó para registrar casos judiciales y transmitir mensajes complejos, incluidas advertencias en tiempos de guerra, y para resumir cuentos populares y narrativas personales; sus pictogramas constituían así un verdadero sistema de escritura. El conocimiento de nsibidi a menudo se adquiría en las sociedades de iniciación y a menudo se tatuaban en el cuerpo o se representaban dramáticamente mediante gestos. La escritura nsibidi se encuentra en lápidas, edificios de sociedades secretas, trajes, abanicos rituales, tocados y textiles.

### Máscaras

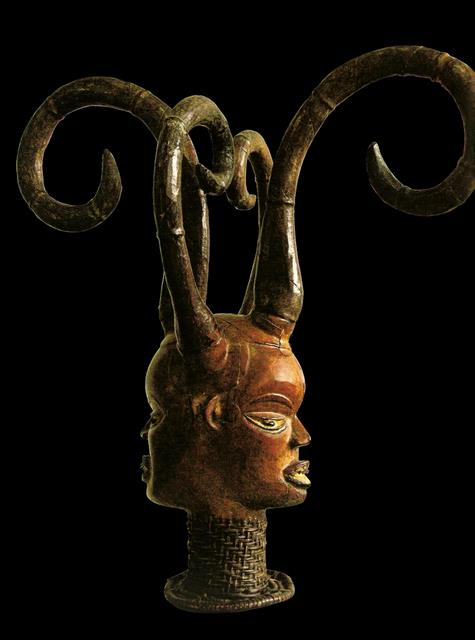
Máscara egbo ekoi

En el siglo XVII, los ekois se hicieron conocidos por sus habilidades para fabricar máscaras y alfarería. Las intrincadas máscaras ekoi a menudo estaban hechas de piel, pero a veces se usaban otros materiales, incluidos metal y madera, para fabricar dientes y cabello. Aunque más tarde se utilizaron pieles de antílope, las pieles de las máscaras ekoi inicialmente procedían de los cuerpos de sus enemigos asesinados. Hechas para representar espíritus ancestrales, parecían figuras de cráneos humanos, con cavidades oculares profundamente incrustadas y rostros demacrados. Se usaban durante rituales secretos de la sociedad Ekpe y ceremonias de entierro. A veces las máscaras tenían dos, tres o incluso cuatro caras para representar la capacidad de ver el pasado y el futuro, así como la verdad.

### Escultura

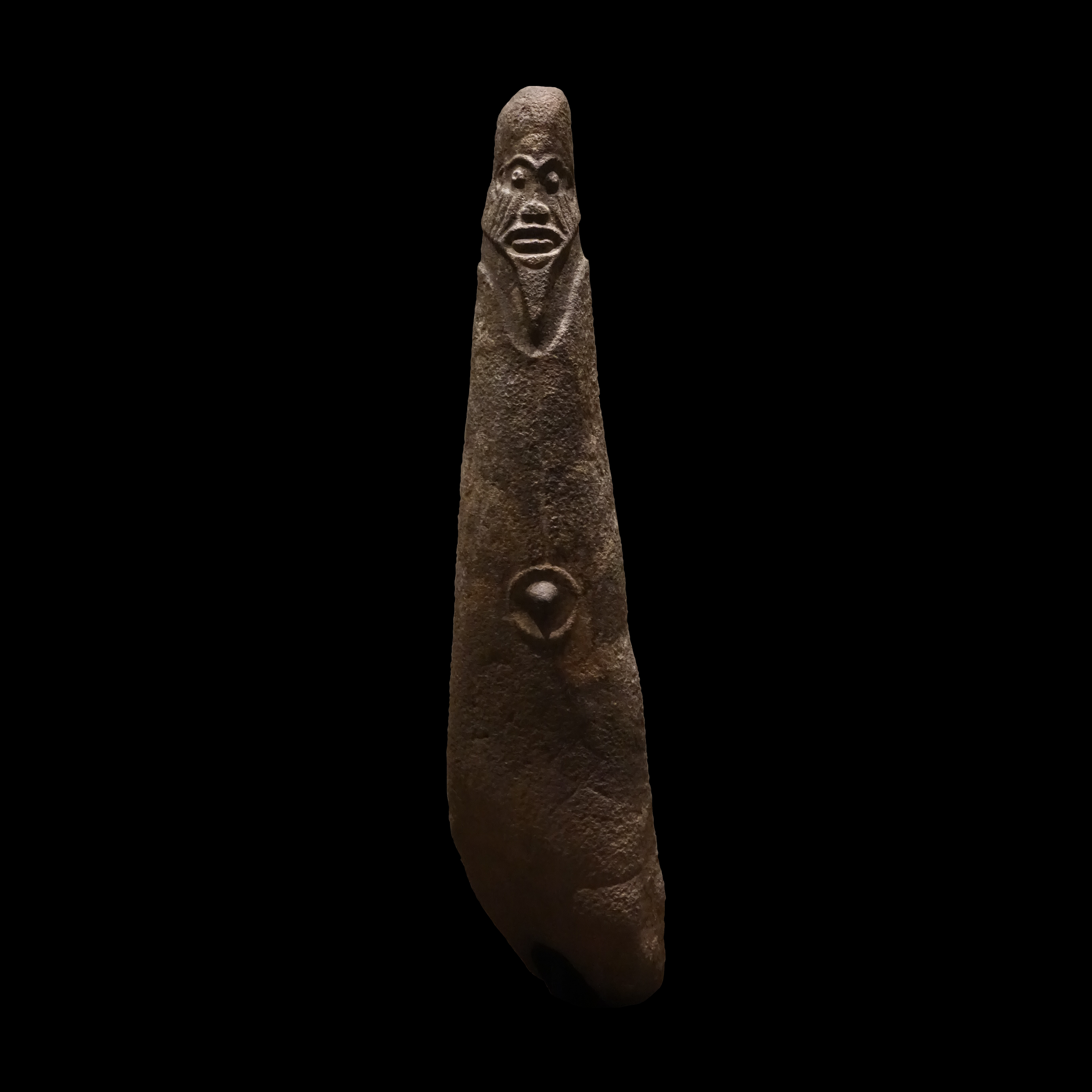
Monolito ekoi

Alrededor del siglo XVI, los ekois tallaron cerca de 300 figuras humanas en bajo relieve en grandes piedras. Llamadas akwanshi, estas piedras están dispuestas en círculos y se encuentran cerca de las orillas centrales del Cross River.
También, los clanes ekois representan patrones de parentesco e iniciación que se reflejan en el tipo de esculturas usadas durante las ceremonias. Como en muchas sociedades africanas, los clanes ekois son ancestrales. Sin embargo, el emblema especializado de la pertenencia al clan que se simboliza mediante el uso de esculturas particulares subraya el parentesco religioso de los ekoi como uno lazo de sangre. El hecho de que la gente tenga un emblema de su membresía común en un clan no es tan inusual, pero el hecho de que sea una escultura, especialmente tallada para que el clan reconozca y solidifique sus puntos en común, es una forma de santificación de la relación del clan.

### Festival del “nuevo ñame”

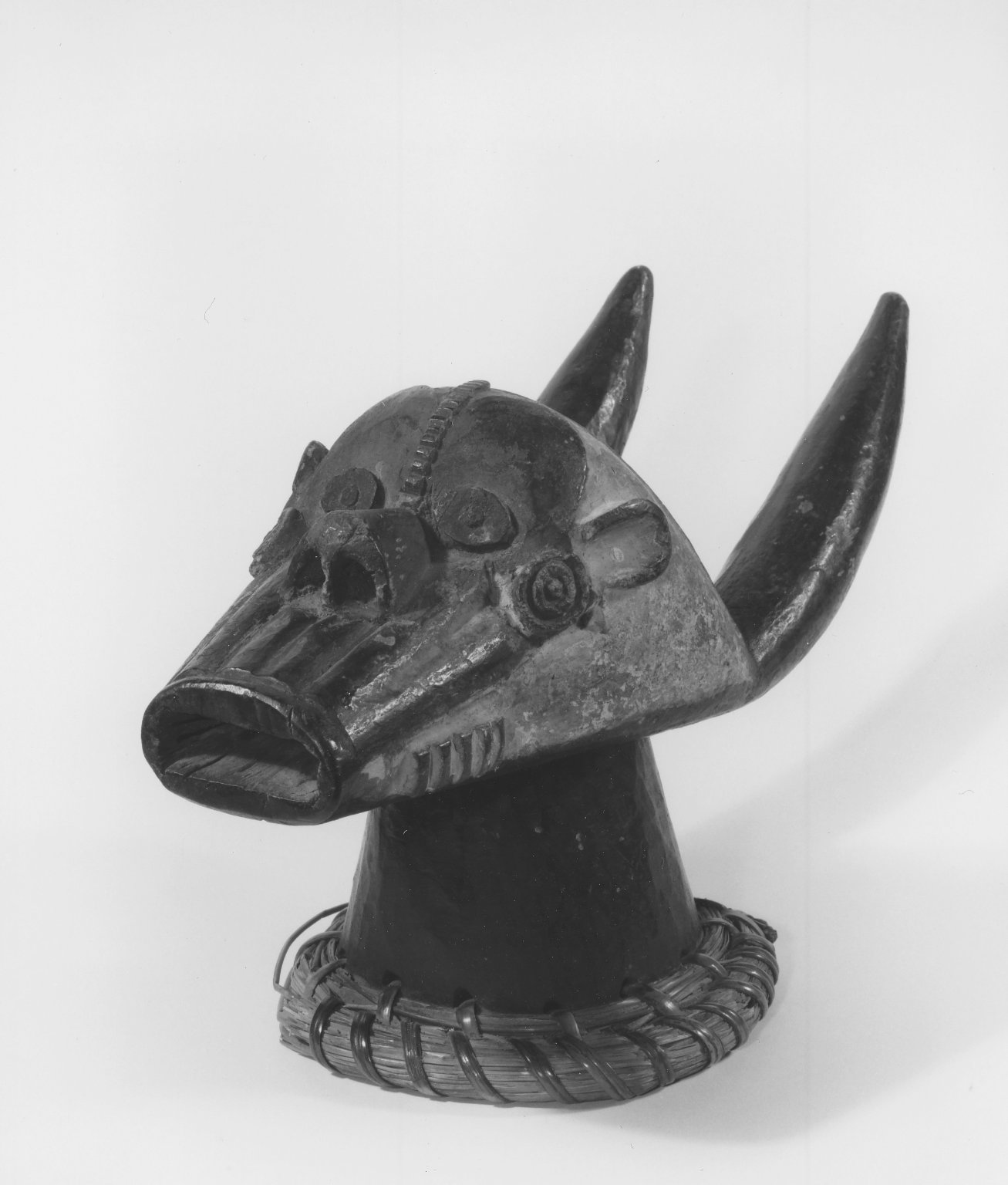
Cresta ceremonial con forma de antílope.

Destaca entres sus celebraciones el festival del ñame nuevo. Consta de una serie de rituales que se llevan a cabo para honrar a sus deidades y antepasados durante las cosechas. Aunque el festival se lleva por nombre "ñame nuevo", es una celebración para la generalidad de las cosechas y también para celebrar cualquier logro o éxito que las personas hayan tenido durante el año. Para la comunidad ekoi, el ñame es a la vez icónico e indicativo de éxito, por lo que los hombres se distinguen por su título de ñame conocido como nti'maetahn. Las personas con este título y las familias cuyos miembros ostentan el título forman la clase alta de la sociedad ekoi.

### Matrimonio Nkim

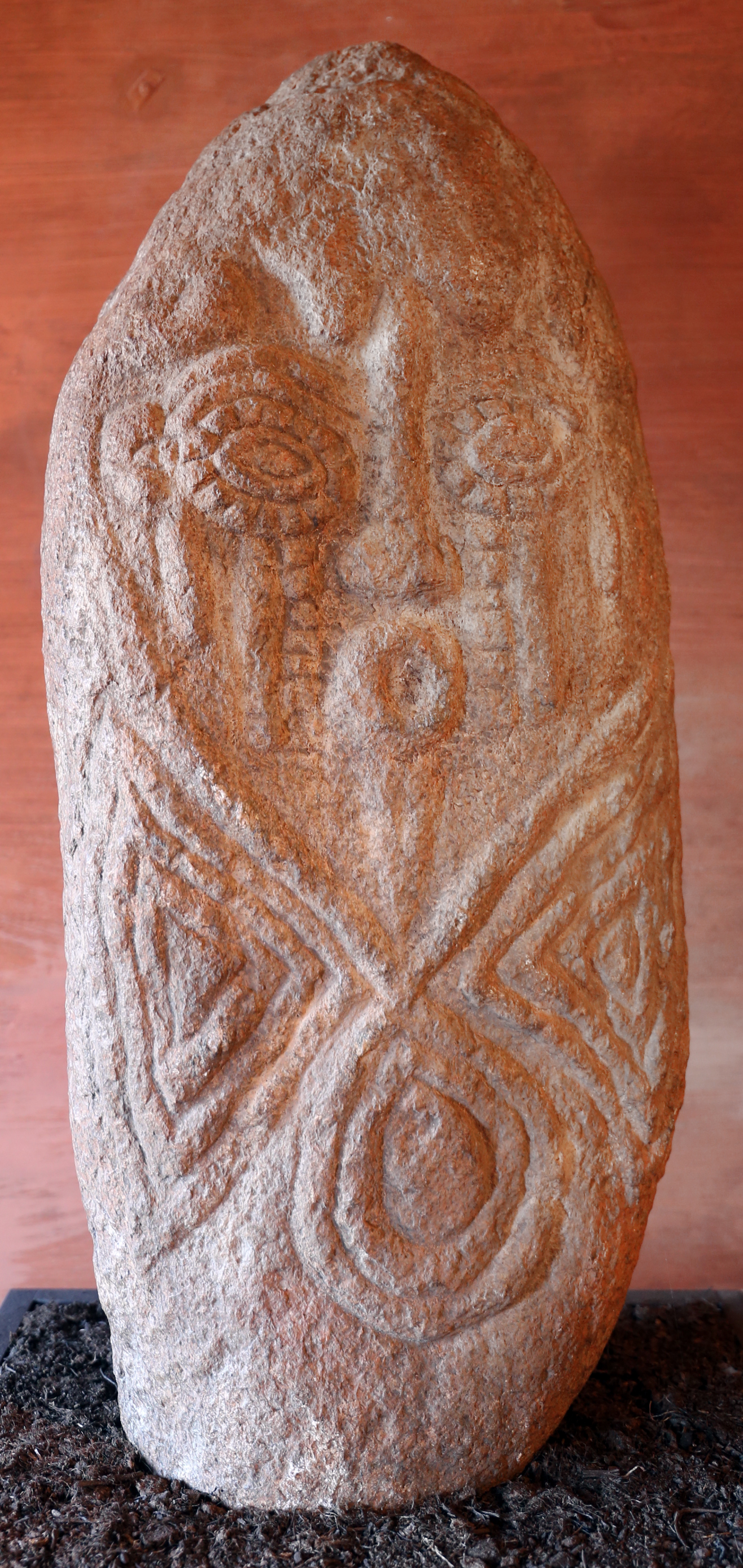
Escultura de piedra akwanshi, Nigeria

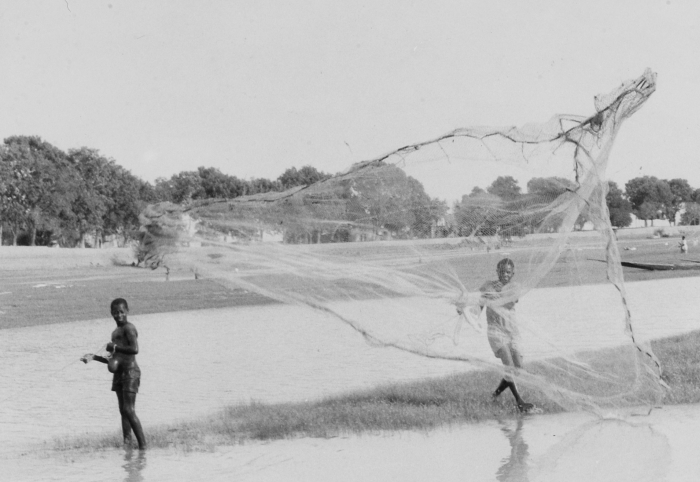
Pescadores del delta del Río Níger.

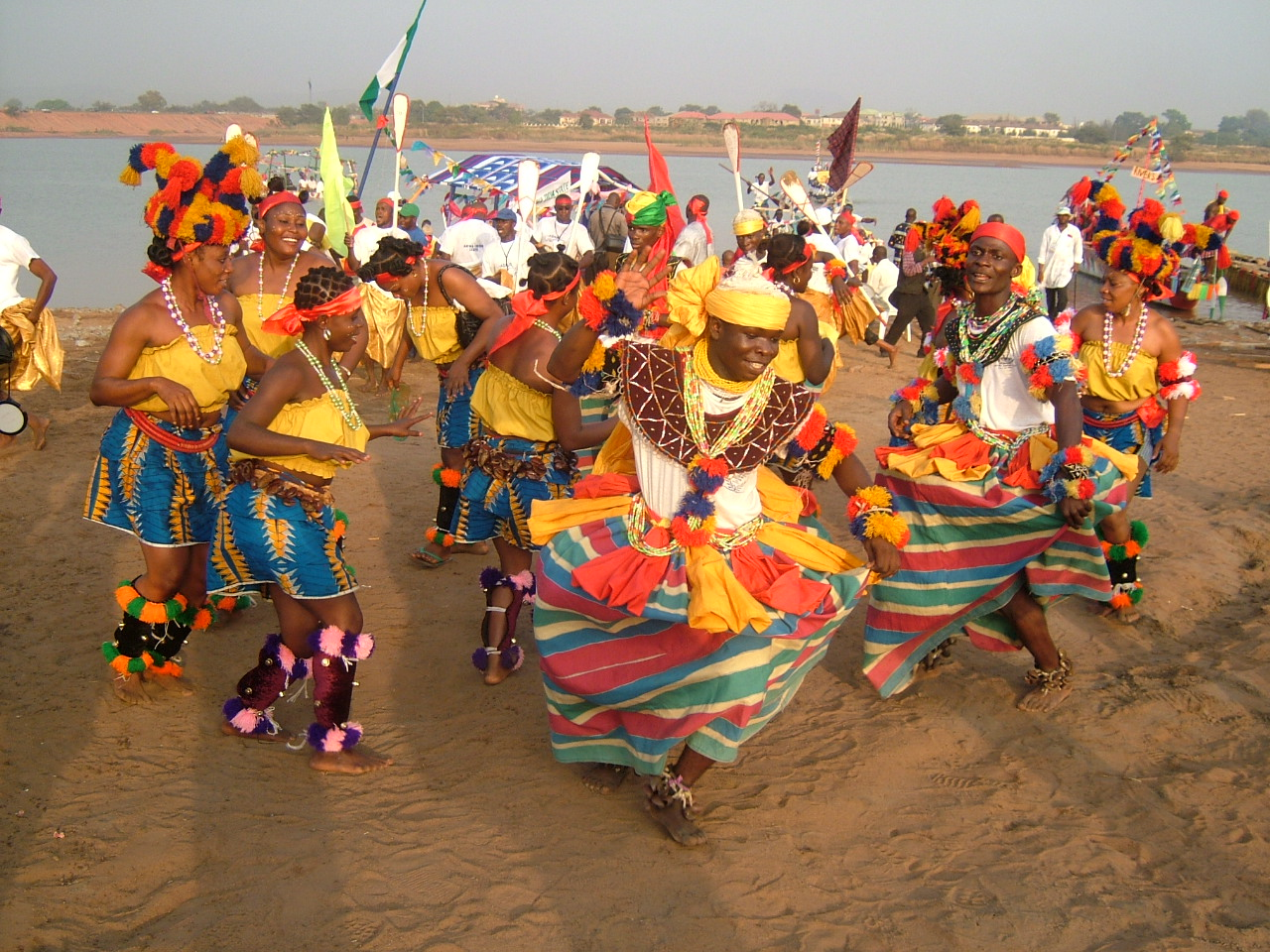
Danza grupal en el Estado de Cross River.

El matrimonio se lleva a cabo mediante una práctica llamada Nkim. También es una ceremonia de paso que marca la mayoría de edad. Durante la misma la doncella recibe el título de mmuoninkim. Durante nkim, la mujer permanece en casa durante un período prolongado y es cuidada por su familia. Los grupos de doncellas normalmente tenían sus nkim al mismo tiempo, por lo que implicaba una planificación cuidadosa por parte de las familias organizadoras para garantizar que todo saliera bien.  Cuando comienza nkim, las doncellas salen a bailar al patio de juegos comunitario (effa). Estas salidas iniciales sirven como calentamiento para oduu'nkim, el gran final en el que se espera que den su mejor desempeño. Inmediatamente después de su actuación en el patio de recreo, se espera que las abuonokim (plural de mmuoninkim) se unan con sus maridos en matrimonio. A continuación el marido, con sus amigos  o su grupo de edad, viene con gran júbilo a llevarla desde el patio de recreo a su nuevo hogar. El día final, las abuonokim se embellecen con hermosos adornos tradicionales y maquillaje antes de su salida. Con eso demuestran la capacidad financiera de la familia y la creatividad de los artesanos.
Algunas de las artesanías involucradas, como el diseño de agurr (tobilleras), son secretos muy bien guardados dentro de las familias. Estas conservan importantes artículos nkim a lo largo de generaciones para que los utilicen otras doncellas de la línea familiar. Hasta la promulgación de leyes en Nigeria contra la mutilación genital femenina, esta era una característica importante en Nkim, ya que tradicionalmente se consideraba una circuncisión. Esta fue otra razón para el prolongado período de reclusión para permitir que el individuo sanara. Durante Nkim hay competencias sutiles, ya que los espectadores a menudo hacen comparaciones sobre cuál de las abuonokim está mejor adornada, cuál estaba más gorda o parecía más saludable, cuál bailaba mejor y qué familia podía permitirse el lujo de mantener a sus mmuoninkim en reclusión por más tiempo. A esto se suma la preparación general para el oduu'nkim – la ceremonia final de salida – y para algunos grupos ekoi como los ofutop, el nkim es tan serio que por el resto de la vida de la mujer, sus compañeros y cualquier anciano de la comunidad pueden eligir llamarla mmouninkim como muestra de respeto.

## Religión ancestral

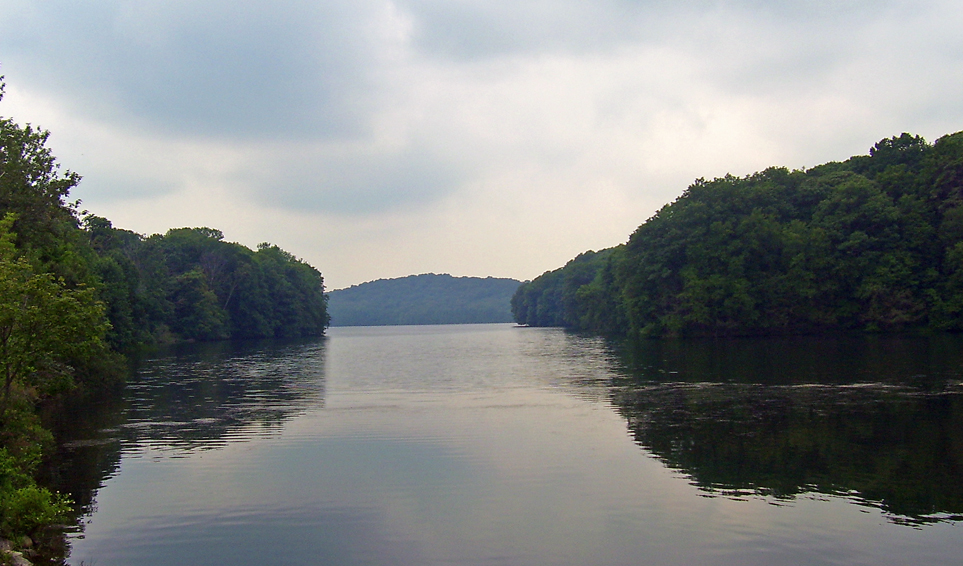
Reserva de Cross River.

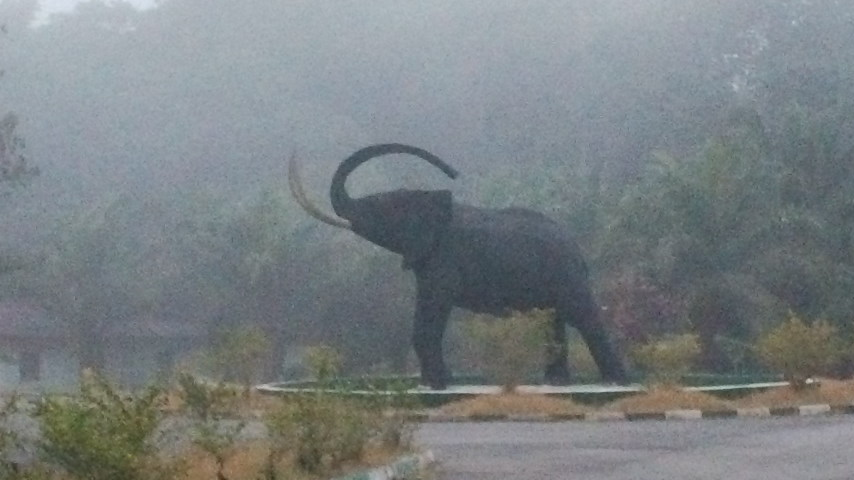
Reserva nacional de Cross River.

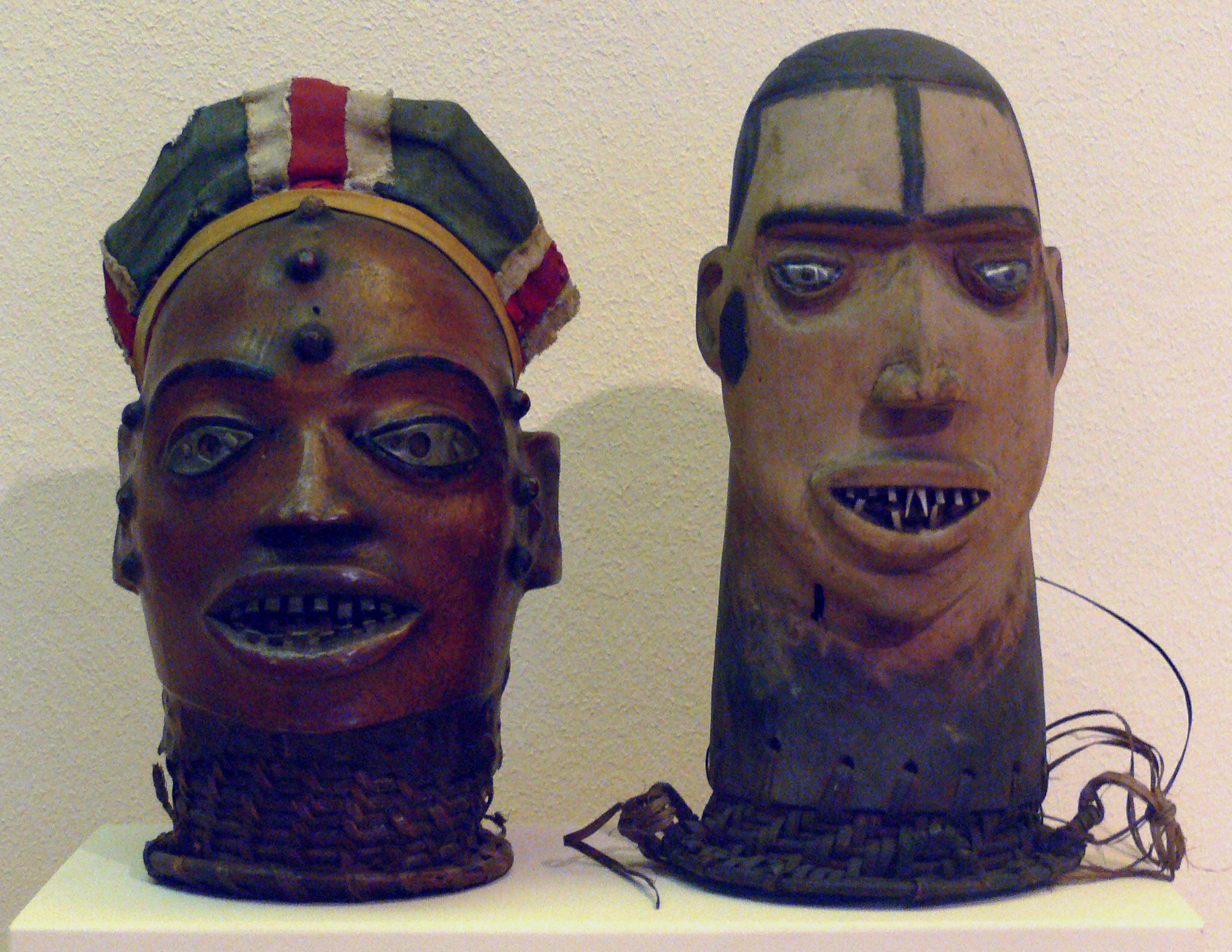
Máscaras ceremoniales del pueblo ekoi en Camerún.

Los ekois creen en un dios del cielo y en un dios de la tierra. El dios del cielo, a quien consideran el Dios Todopoderoso, se llama Osowo Osusó, nombre que a veces varía según el dialecto ejagham dado. Osowo Osusó podría para algunas personas ser sólo un título ya que diferentes comunidades e individuos pueden tener diferentes deidades a las que consideran el Dios Todopoderoso. A este dios supremo se accede a través de intermediarios como Ezza (el dios de la guerra), Mforgha, Mfam, entre otros. Colectivamente, estos intermediarios pueden constituir por derecho propio una divinidad menor llamada Osowo Atuor (también con variaciones dialécticas). En su calidad de intermediarios entre el pueblo y el Dios Todopoderoso, se cree que cada deidad de esta divinidad desempeña funciones específicas. Estos incluyen, entre otros, la concesión de la victoria en la guerra, la protección contra las fuerzas del mal y la fertilidad de la tierra y del útero. Los antepasados juegan un papel importante en el sistema religioso de los ekois. Constituyen otro nivel de intermediarios y en ese sentido son los intermediarios menores. Mantienen una fuerte creencia en la vida después de la muerte. Son comunes en la comunidad los relatos de avistamientos de fantasmas y la práctica de consultar a los muertos a través de médiums. También es común escuchar el llanto de lamento en caso de muerte de alguien en el que el deudo pide a los antepasados que envíen al difunto de regreso al mundo.

### Relato de la creación

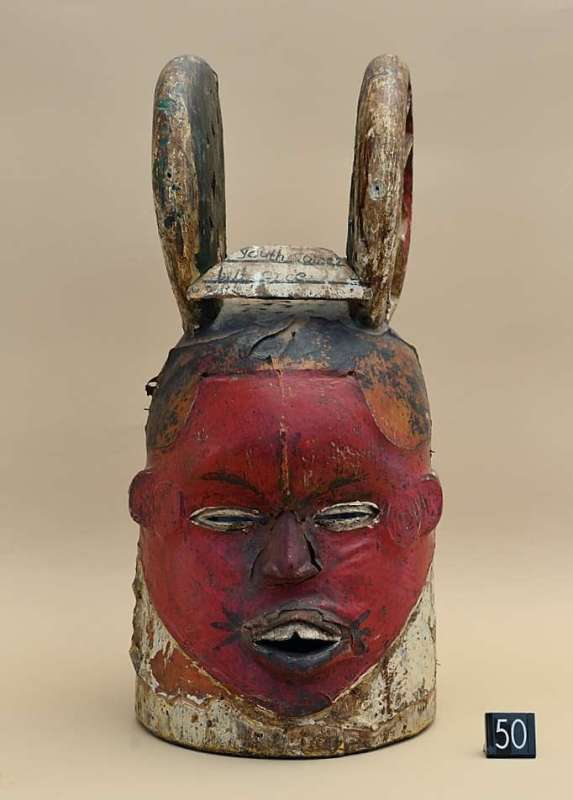
Máscara ekoi de Nigeria.

Ekoi (Níger, Nigeria) Al principio no había agua en la Tierra, por lo que el primer hombre, Etim ‘Ne, le pidió agua a Obassi Osaw, el dios del cielo. Obassi le dio una calabaza (una especie de calabaza) que contenía siete piedras claras. Cuando Etim 'Ne puso una piedra en un agujero en el suelo, surgió agua y formó un lago. Cuando los hijos de Etim 'Ne crecieron y se casaron, él le dio a cada hogar un río o lago propio. Cuando sus nietos crecieron, les dijo a cada uno de ellos que tomaran siete piedras de los ríos o lagos de sus padres y las plantaran a intervalos para crear nuevos arroyos.
Todos los nietos de Etim 'Ne siguieron sus instrucciones menos uno. Un nieto recogió una cesta llena de piedras y las arrojó en un lugar. Esto provocó una inundación que cubrió su finca y amenazó con ahogar toda la Tierra. Etim 'Ne oró a Obassi, quien detuvo la inundación. Sin embargo, Obassi dejó que quedara un lago donde había estado la granja del nieto desobediente.

## Ekois de Camerún

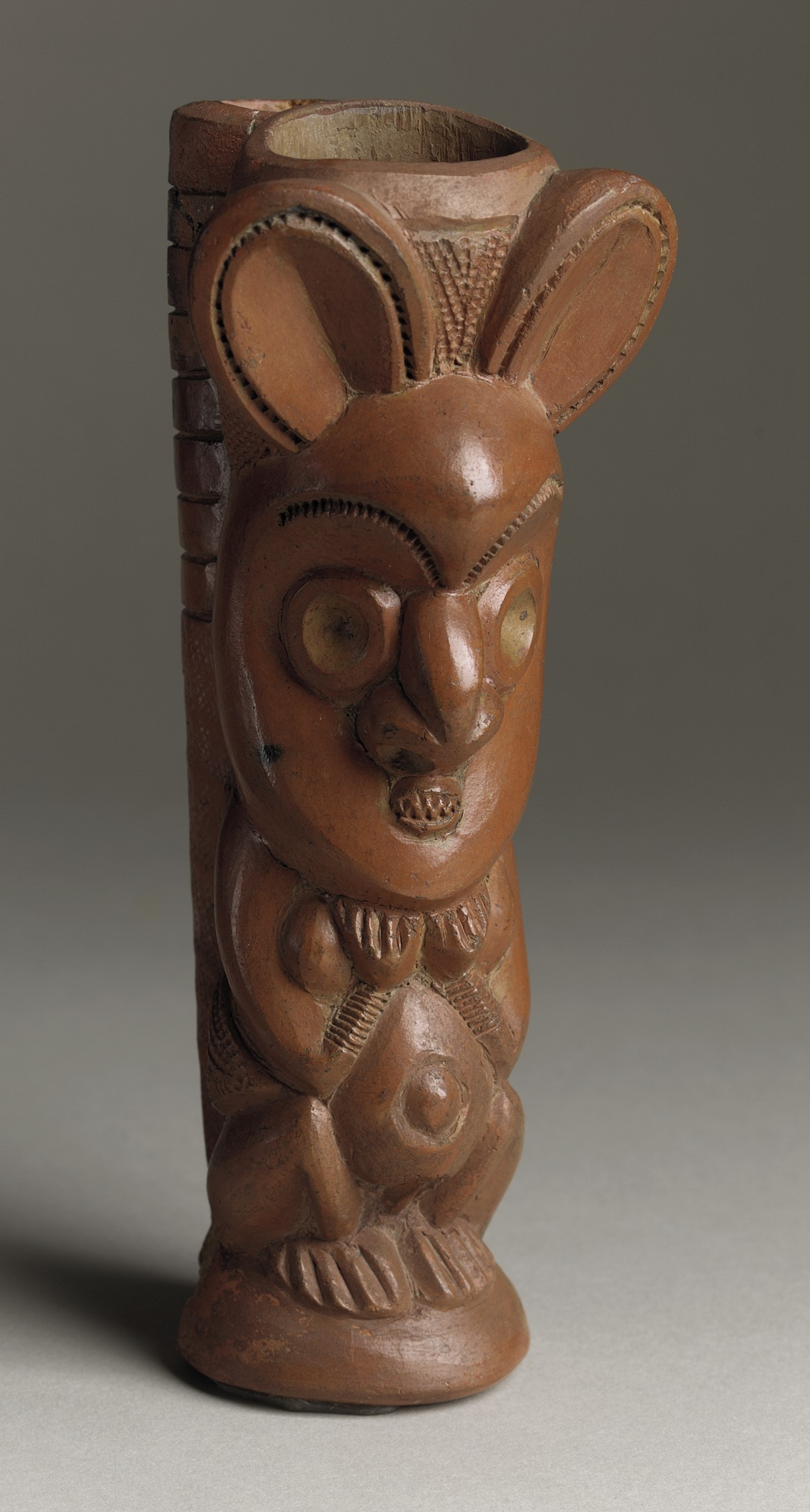
Cuenco para pipa, ekois Camerún.

Los ekois de Camerún también son llamados ejagham orientales (EE) habitan en la provincia suroeste de Camerún. Destacan entre ellos los tocados con capas de piel muy creativos y el agurr, una tobillera única que usa la mmuoninkim (una doncella prometida) durante un período habitual de reclusión ritual y ceremonia de salida. También son conocidos por la creación de mgbe, una sociedad graduada exclusivamente masculina, así como por nsibidi, sus alfabetos tradicionales y su forma de escritura. Ejagham en Camerún es principalmente una comunidad agraria que se dedica predominantemente a la agricultur de subsistencia. Los cultivos incluyen ñame, yuca, plátano, maíz, maní, cacao, entre otros.

## Ekois de Nigeria
En Nigeria, la comunidad ekoi se encuentra en el extremo sureste de la frontera con Camerún. Sus comunidades aquí están ubicadas en el estado de Cross River. Su mayor concentración se encuentra en las áreas de gobierno local de Akamkpa, Etung e Ikom, con una población también en el área de gobierno local de Ogoja. Como parte importante de su desarrollo histórico y cultural, los ekoi son un grupo interesado en mantener la paz en aquellos territorios en que habitan.